# Zaharia (famiglia)
Gli Zaharia erano una famiglia nobile albanese del XIV e XV secolo.

## Storia

### Nicolas Zakarija
La famiglia Zaharia è menzionata per la prima volta nel XIV secolo. Un certo Nicholas Zakarija è infatti menzionato per la prima volta nel 1385 come comandante della famiglia Balšić e governatore di Budva nel 1363. Dopo più di vent'anni di fedeltà, Nicolas Zakarija si ribellò nel 1386 e divenne sovrano di Budva. Tuttavia, nel 1389 Đurađ II Balšić conquistò la città.
Il nome di Nicolas Zaharia compare nella forma di Nikola Sakat in molti documenti originali veneziani e ragusani (come governatore di Budva nel 1383, persona influente a Zeta nel 1386 e signore di Dagno durante un periodo di cooperazione con la famiglia Balšić). Questa è una base per concludere che Nicolas Zaharia e Nikola Sakat siano la stessa persona, che è imparentata con Koja Zaharia.
Komnen Arianiti della famiglia Arianiti sposò la figlia di Nicolas Zaharia Sakati, sovrano di Budva. Ebbero tre figli (Gjergj, Muzaka e Vladan) e una figlia che sposò Pal Dukagjini.

### Koja Zaharia
Nel 1396, a causa di una situazione politica favorevole, Koja Zaharija conquistò il castello di Dagno e si dichiarò vassallo degli ottomani. Nel 1412 o all'inizio del 1413, nel suo secondo matrimonio, Balsha III sposò Bolja, una figlia di Koja Zaharia. Nel 1415 morì il loro unico figlio maschio e unico discendente maschio della famiglia Balša. Koja mantenne il controllo della regione fino alla sua morte.

### Lekë Zaharia
Alla morte di Koja Zaharija, il controllo della regione passò al suo unico figlio, Lekë Zaharia. Secondo Marino Barlezio, nel 1445, durante la cerimonia nuziale della sorella di Scanderbeg, Mamica Castriota, Lekë Zaharia ebbe una disputa con Lekë Dukagjini. La ragione di questa disputa era una donna di nome Irene Dushmani, l'erede della famiglia Dushmani. Sembrava preferire Zaharia, mentre questo non era accettato da Dukagjini. Accadde una scaramuccia e Lekë Dukagjini rimase ferito e salvato solo dall'intervento di Vrana Conte. Due anni dopo, nel 1447, Lekë Zaharia fu ucciso in un'imboscata e Lekë Dukagjini fu accusato di questo omicidio.
Documenti originali veneziani mostrano che questo omicidio avvenne nel 1444. Secondo il cronista veneziano Stefano Magno, fu Nicolas Dukagjin, vassallo di Zaharia, ad uccidere Lekë Zaharia in battaglia, non Lekë Dukagjin, come affermato da Marino Barlezio. Stefano Magno ha anche affermato che, prima di morire, Lekë Zaharia espresse il desiderio che le sue proprietà venissero consegnate alla Repubblica di Venezia.

### Bozha Zaharia
Bozha Zaharia, un nobile albanese che era anche membro della famiglia Zaharia, morì nell'incendio che devastò la veneziana Scutari nell'ottobre 1448.

### Dopo l'estinzione della famiglia
Non avendo lasciato eredi, la fortezza di Dagno fu rivendicata da Scanderbeg in nome della Lega di Alessio, alla quale Lekë Zaharia aveva partecipato. Tuttavia, sua madre cedette il castello alla Repubblica di Venezia. Questi eventi innescarono la guerra veneziano-albanese di due anni (1447-1448). Alla fine il castello di Dagno rimase in mani veneziane con un tributo annuale a Scanderbeg.

### Affiliazione religiosa
Secondo Eqrem Vlora, alcuni membri della famiglia Zaharia erano inizialmente cristiani ortodossi orientali, convertendosi al cattolicesimo romano solo nel 1414; in seguito scomparvero dalla storia.